# 劳特河
劳特河（德語：Lauter，上游称作）是西歐的河流，屬於萊茵河的左支流，流經法國阿尔萨斯和德國莱茵兰-普法尔茨州，河道全長39公里，流域面積395平方公里，平均流量每秒3.06立方米。